# 李書吉
李書吉，江苏常熟县人，清朝政治人物。举人出身。
嘉庆十年九月，擔任清朝廣東省潮州府豐順縣知縣。后由福蔭長接任。